# Абрагам Ортеліус
Абрага́м Орте́ліус (англ. Abraham Ortelius; *4, або 14 квітня 1527 — †28 червня 1598) — фламандський географ та картограф, творець першого географічного атласу в сучасному розумінні, Theatrum Orbis Terrarum.
Вважається також, що він був першим картографом, який уявив, що раніше всі континенти були об'єднані у один великий материк, згодом дрейфувавши до сучасного їх положення.
Ортеліус склав перший у світі географічний атлас, що складався з 53 мап великого формату з докладними географічними текстами пояснень, який був надрукований в Атверпені 20 травня 1570 року. Атлас був названий «видовище земної кулі» (лат. Theatrum Orbis Terrarum) і відображав стан географічних знань на той час.
Цей атлас неодноразово доповнювався і перевидавався і став свого роду «географічною Біблією» для мореплавців кінця 16 — початку 17 століть. Разом з атласом Меркатора він зіграв важливу роль у розвитку картографії.

## Карти України
1579 р. Абрагам Ортеліус видав мапу «Pontus Euxinus. Aequor Iasonio pulsatum remgie primum …», яку суттєво переробив у 1590-му..  Опублікована в атласі «Theatrum Orbis Terrarum». Відомі видання 1601, 1612, 1624 рр. Текст — латинська мова. Українські землі позначені як Scytyae sive Sarmatiae ae Europaeae Pars, Кубань та Кавказ — Sarmatiae ae Asia Ticae Pars.
1581 р. Мапа — «Romani Imperii Imago». Опублікована в атласі «Theatrum Orbis Terrarum». Українські землі позначені як Sarmatiae..
1595 р. Мапа — «Europam, Sive Celticam Veterem.». Українські землі позначені як Scytia. Карта опублікована в атласі «Theatrum Orbis Terrarum»..

## Галерея

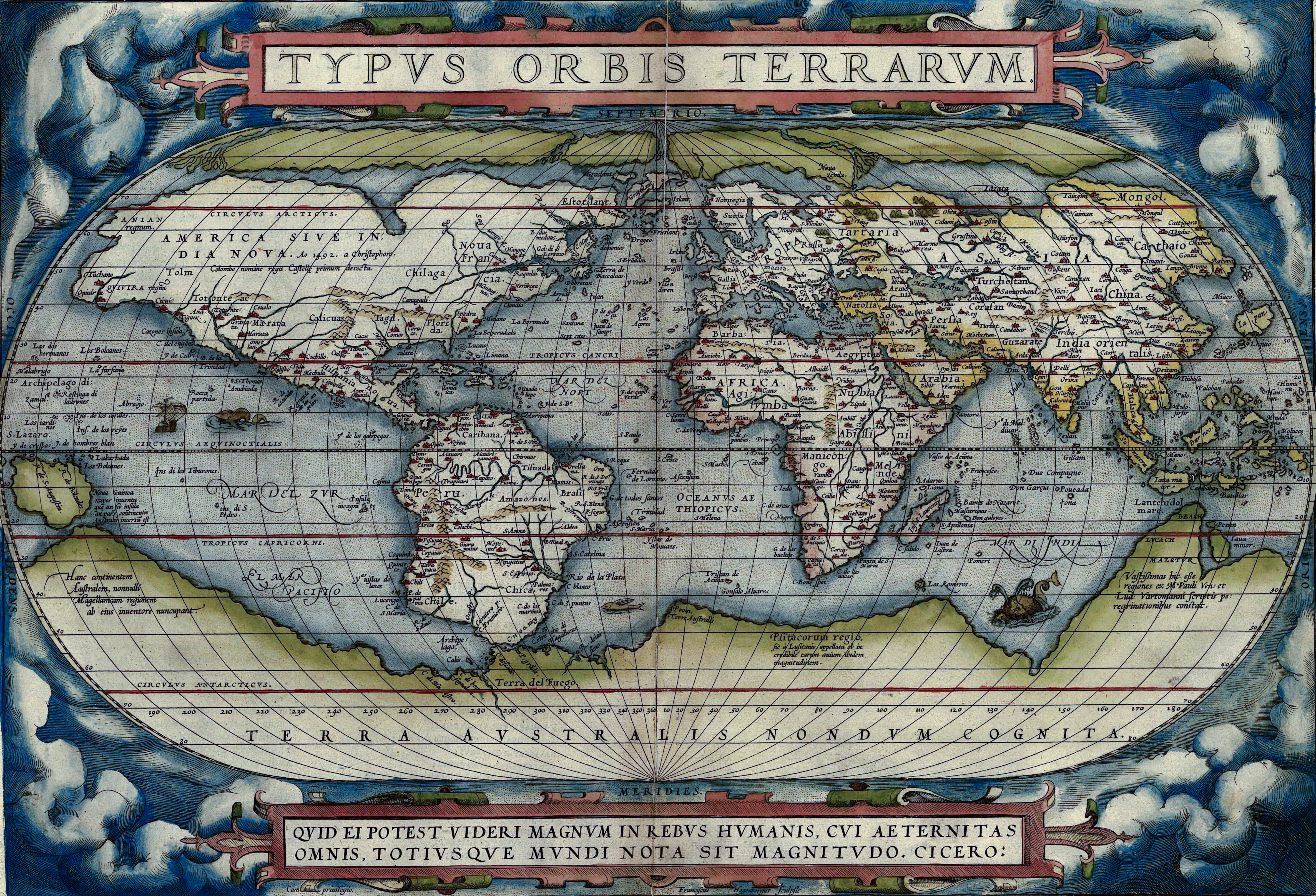
Мапа світу, 1570
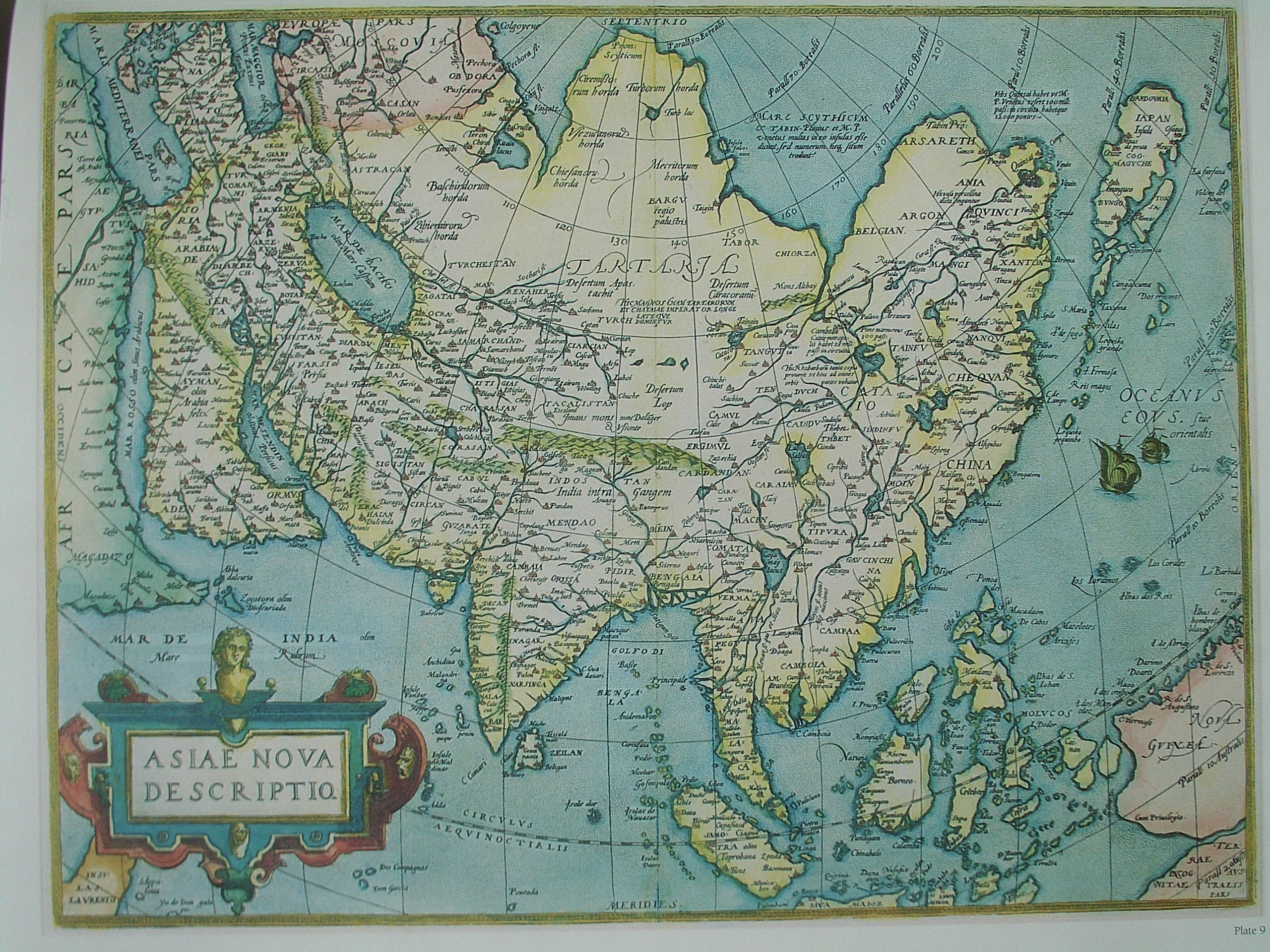
Азія, 1570
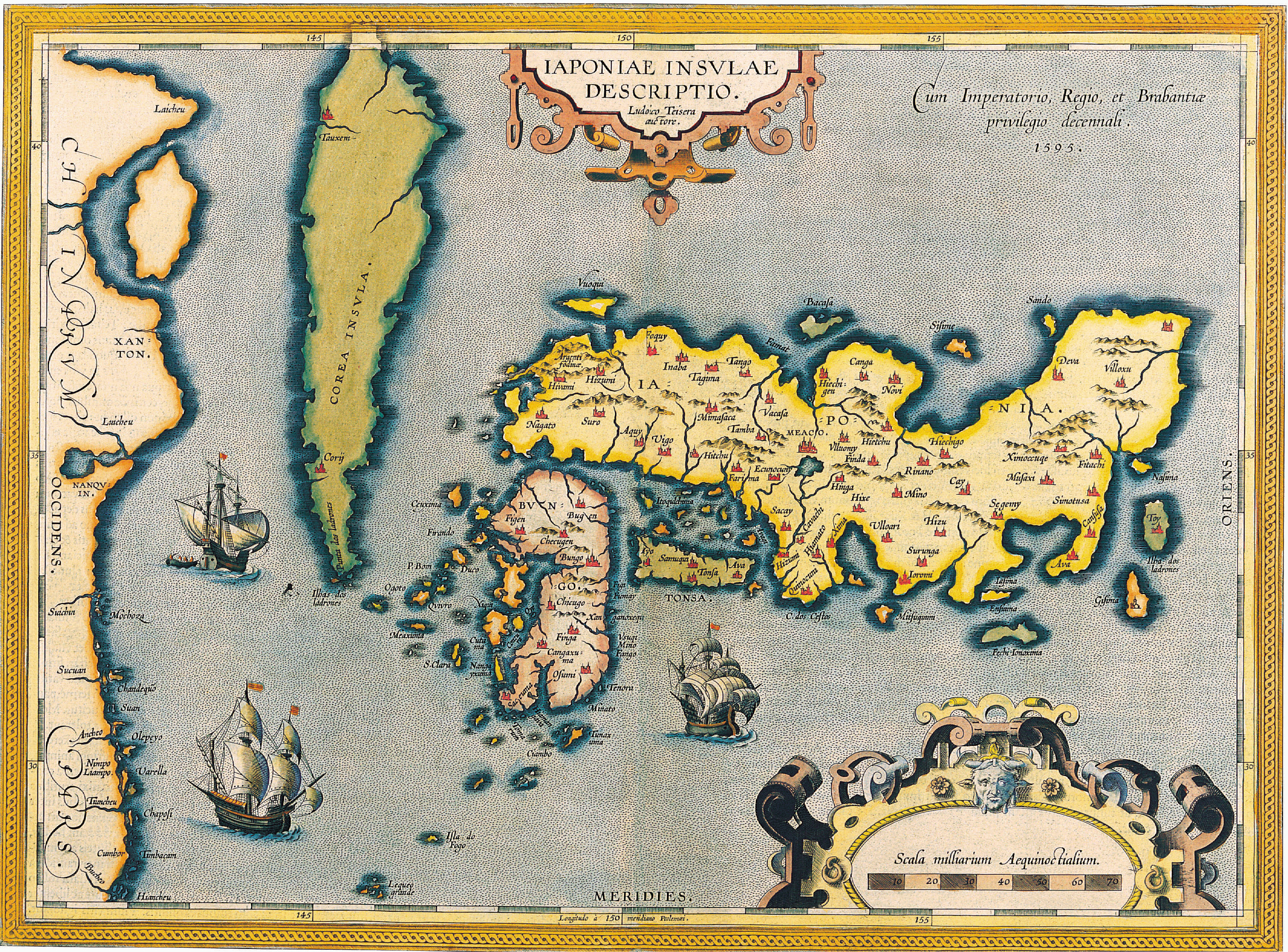
Японія, 1570
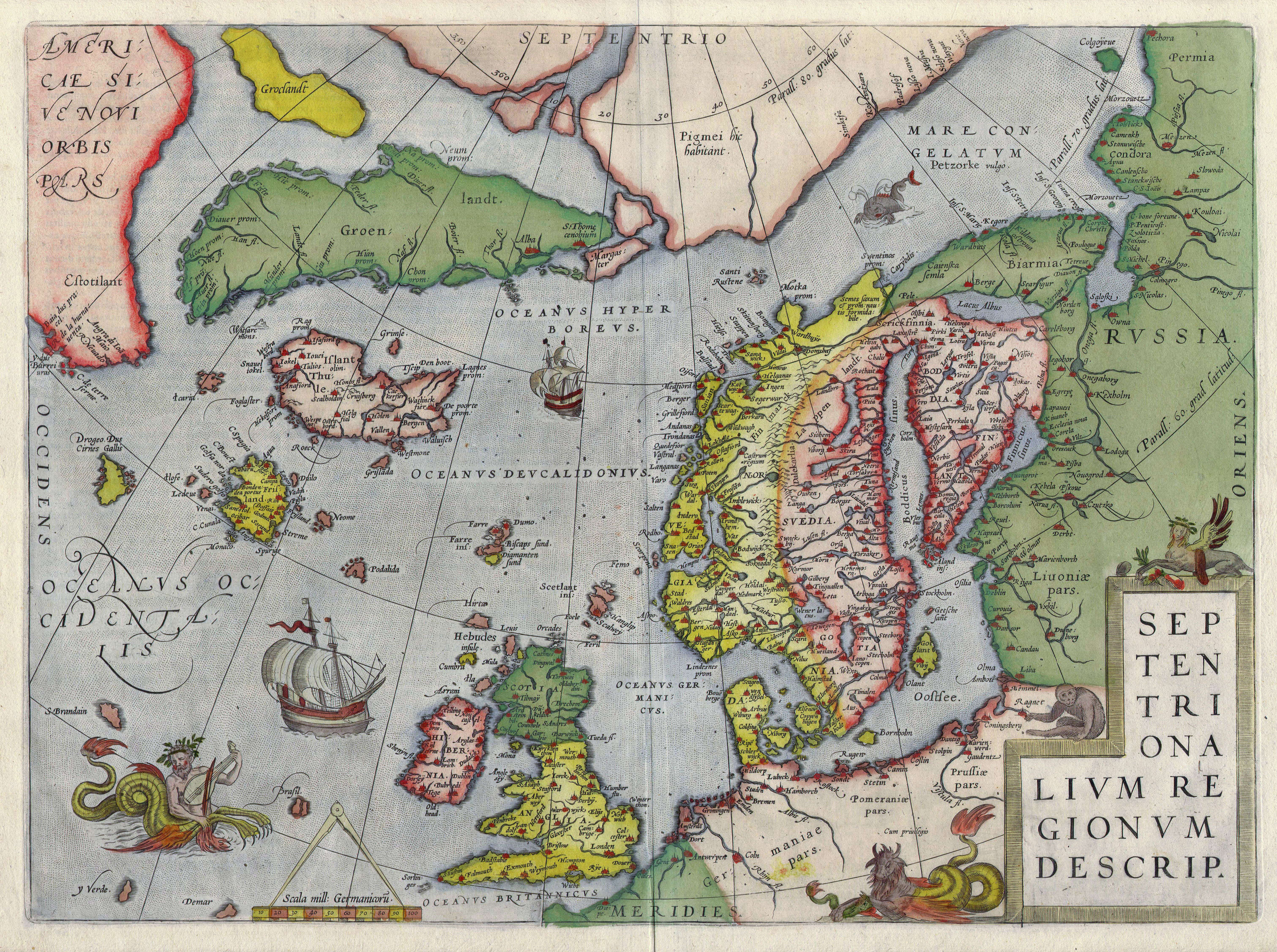
Північна Європа, 1570
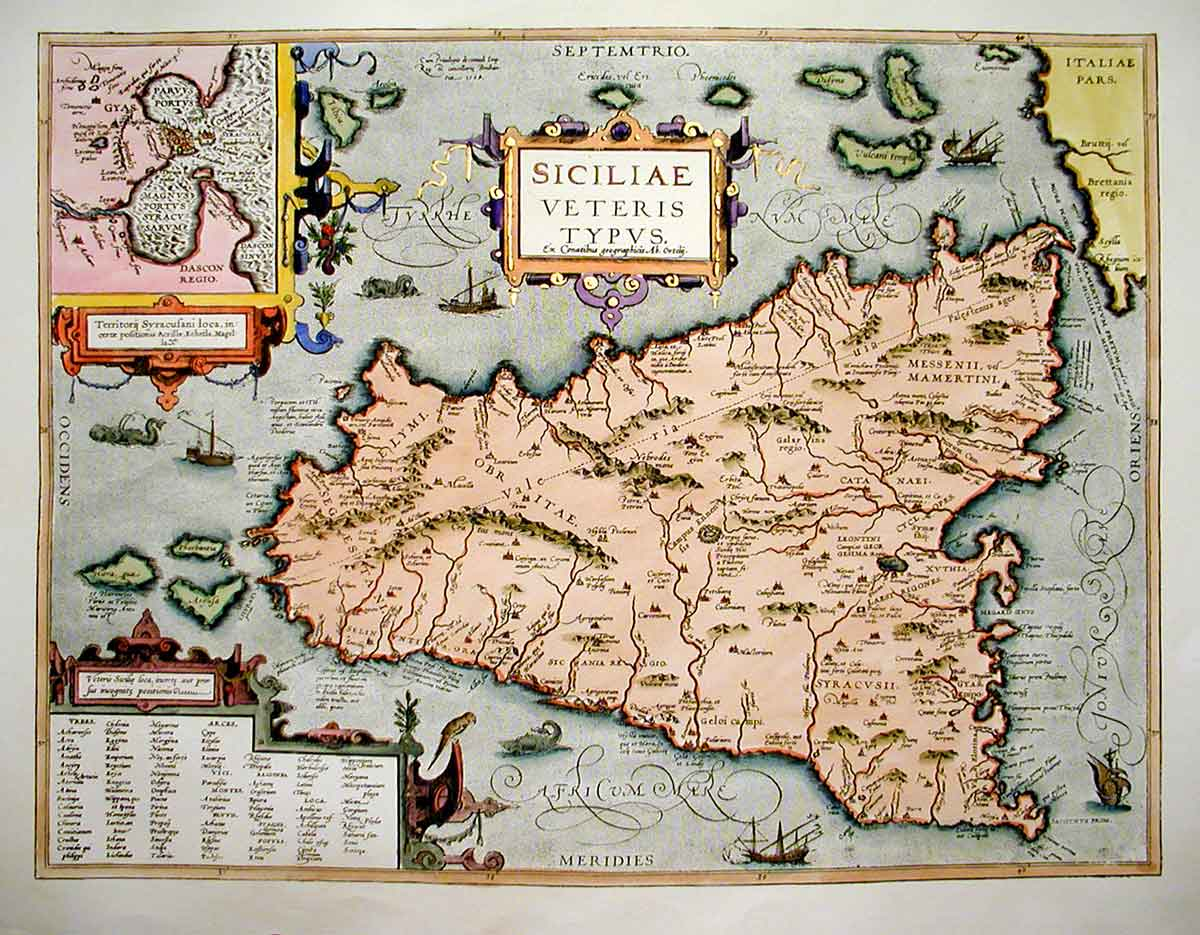
Сицилія, 1580
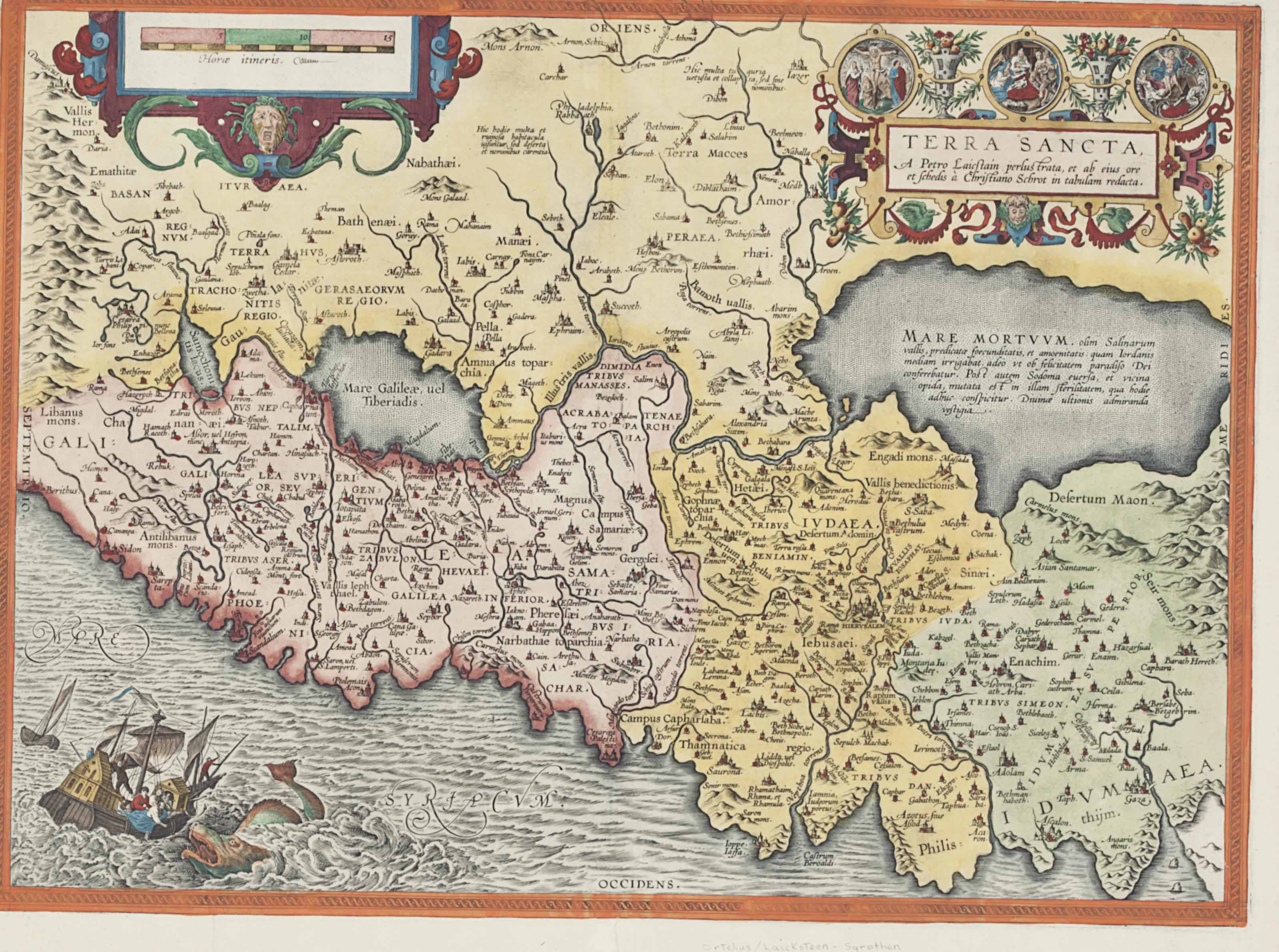
Свята Земля та Палестина, 1584
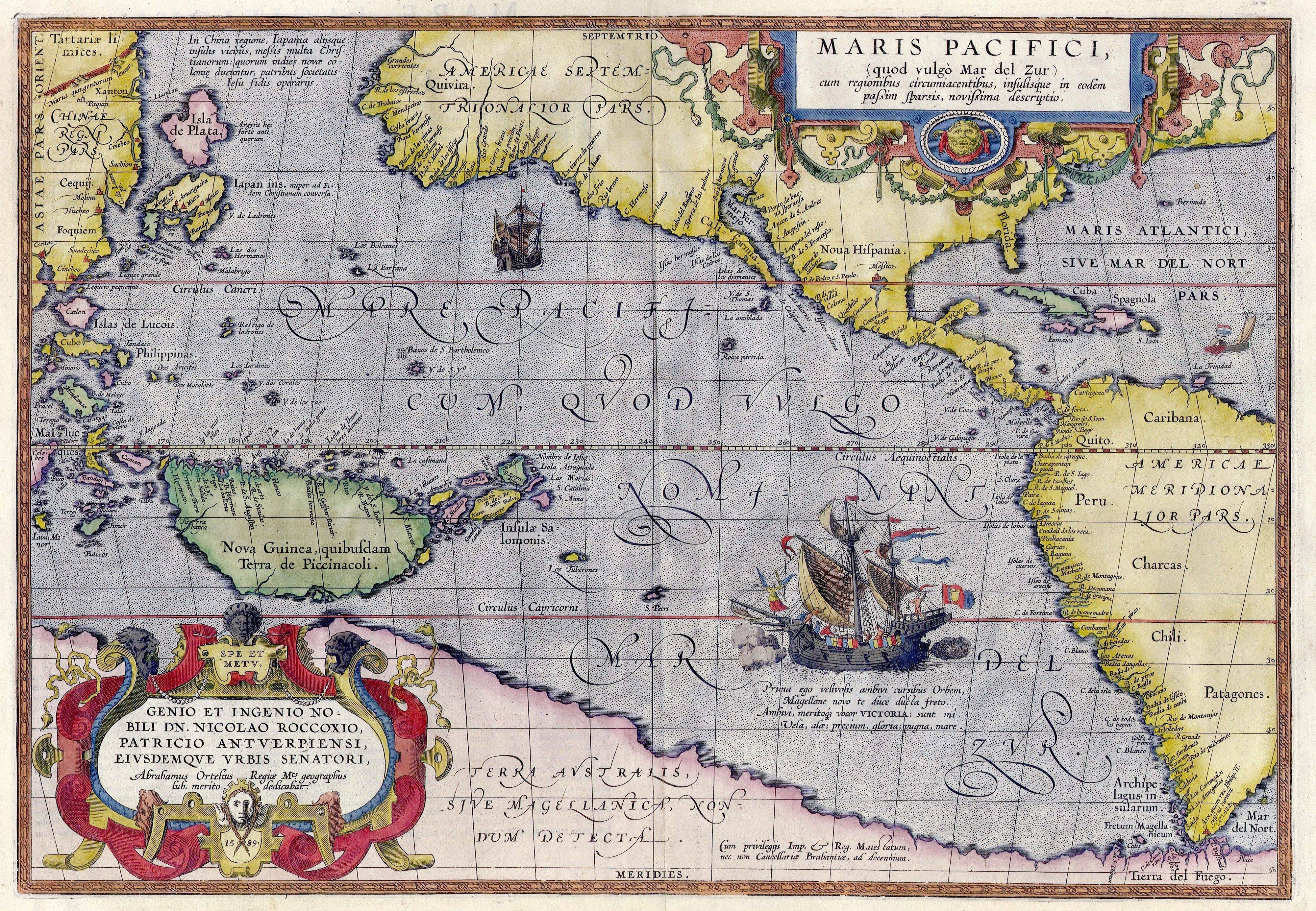
Тихий океан, 1589
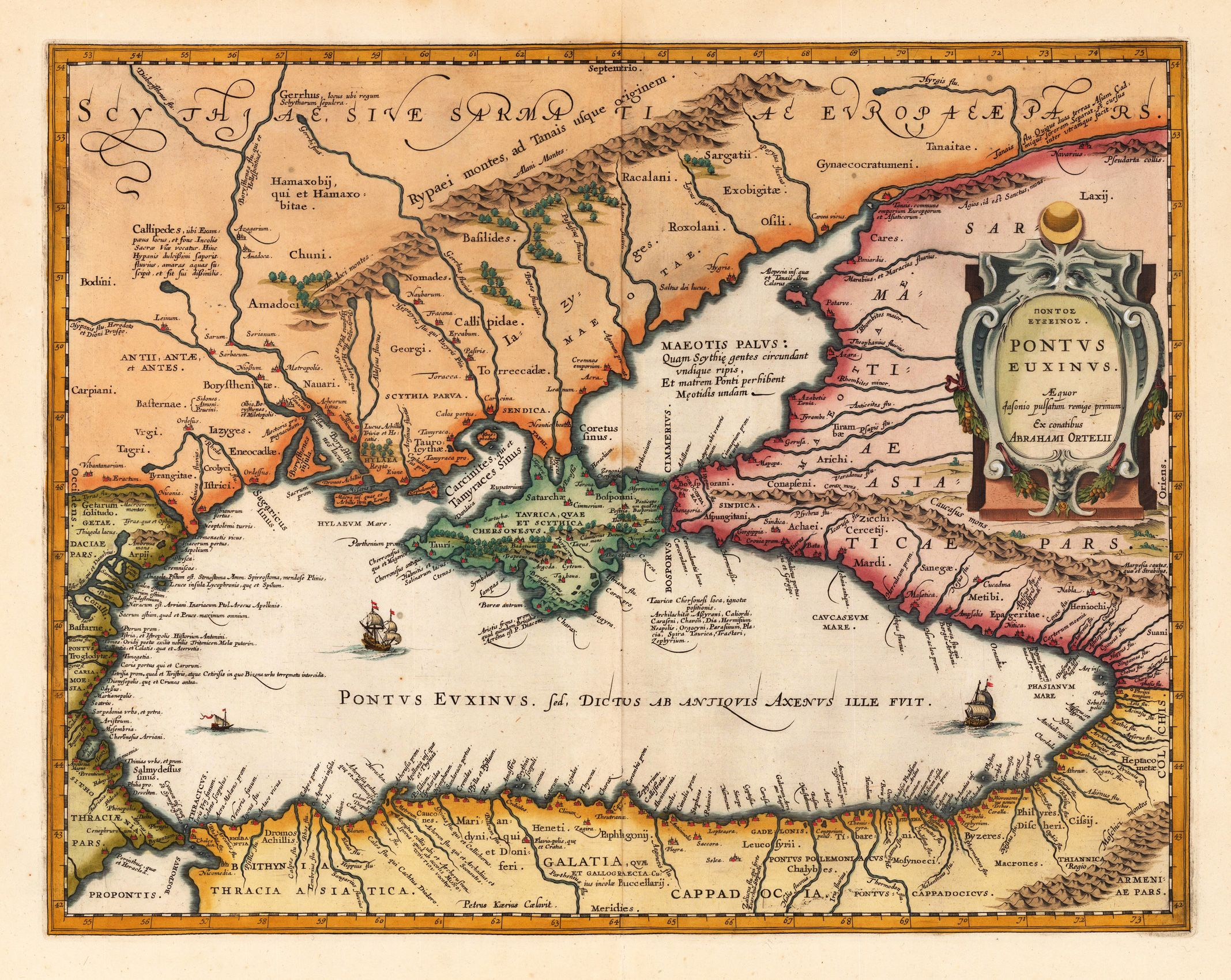
Чорне море, 1590 в публікації 1601
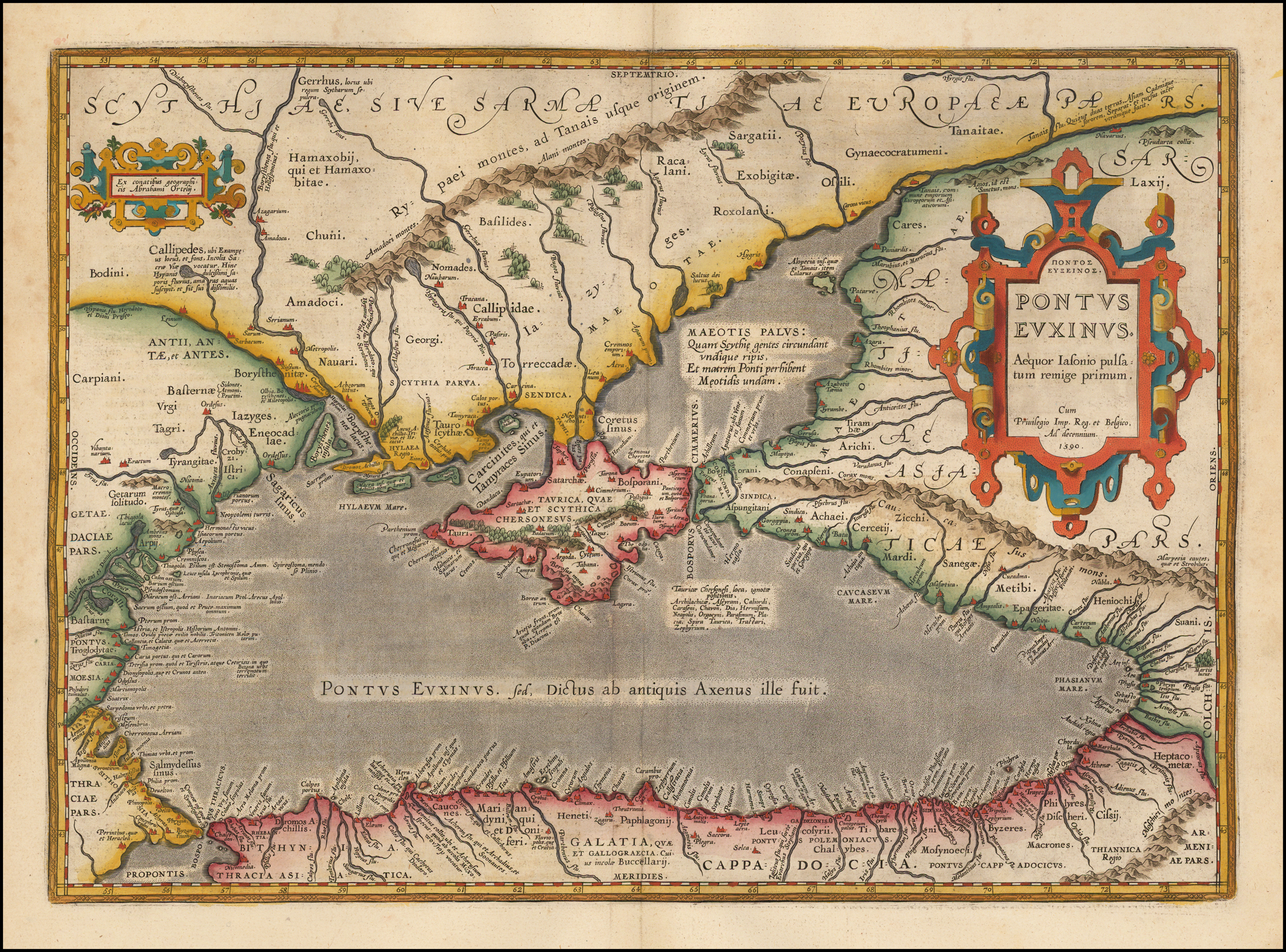
Чорне море  в публікації 1624
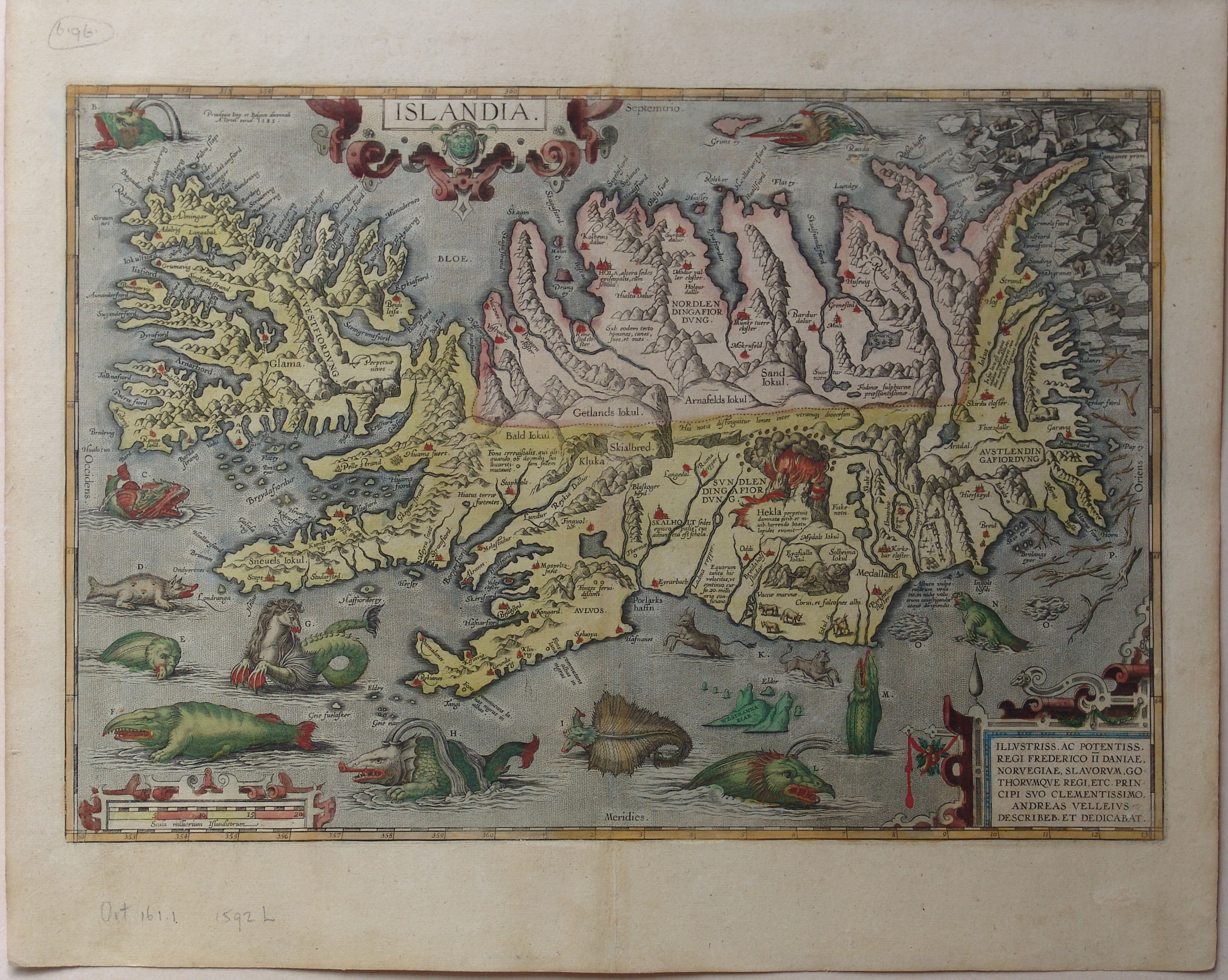
Ісландія, 1592
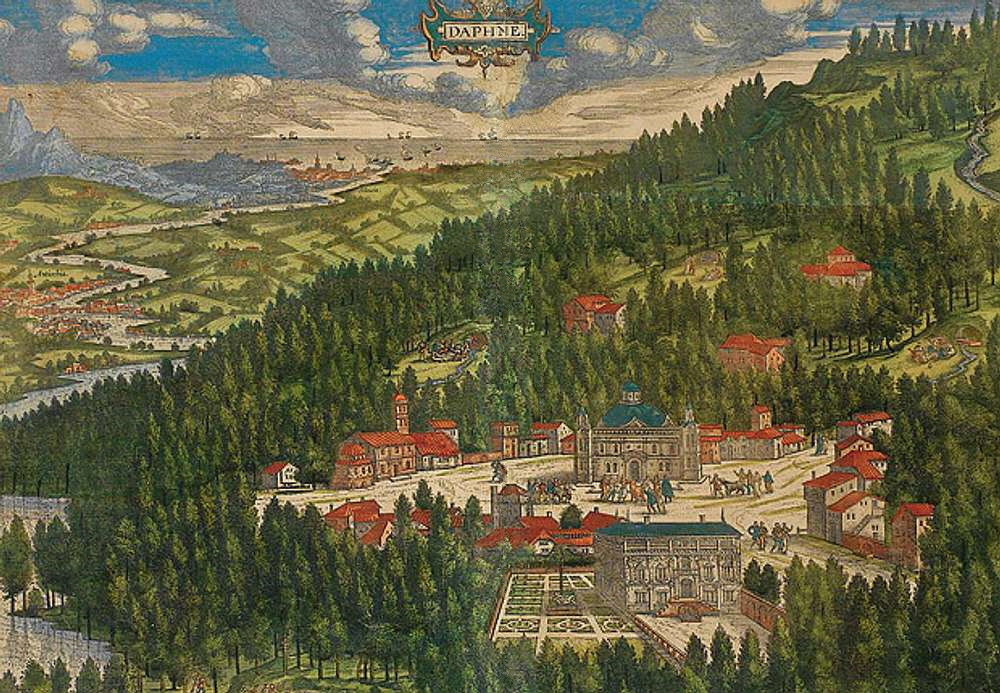
Антіохія, 1595
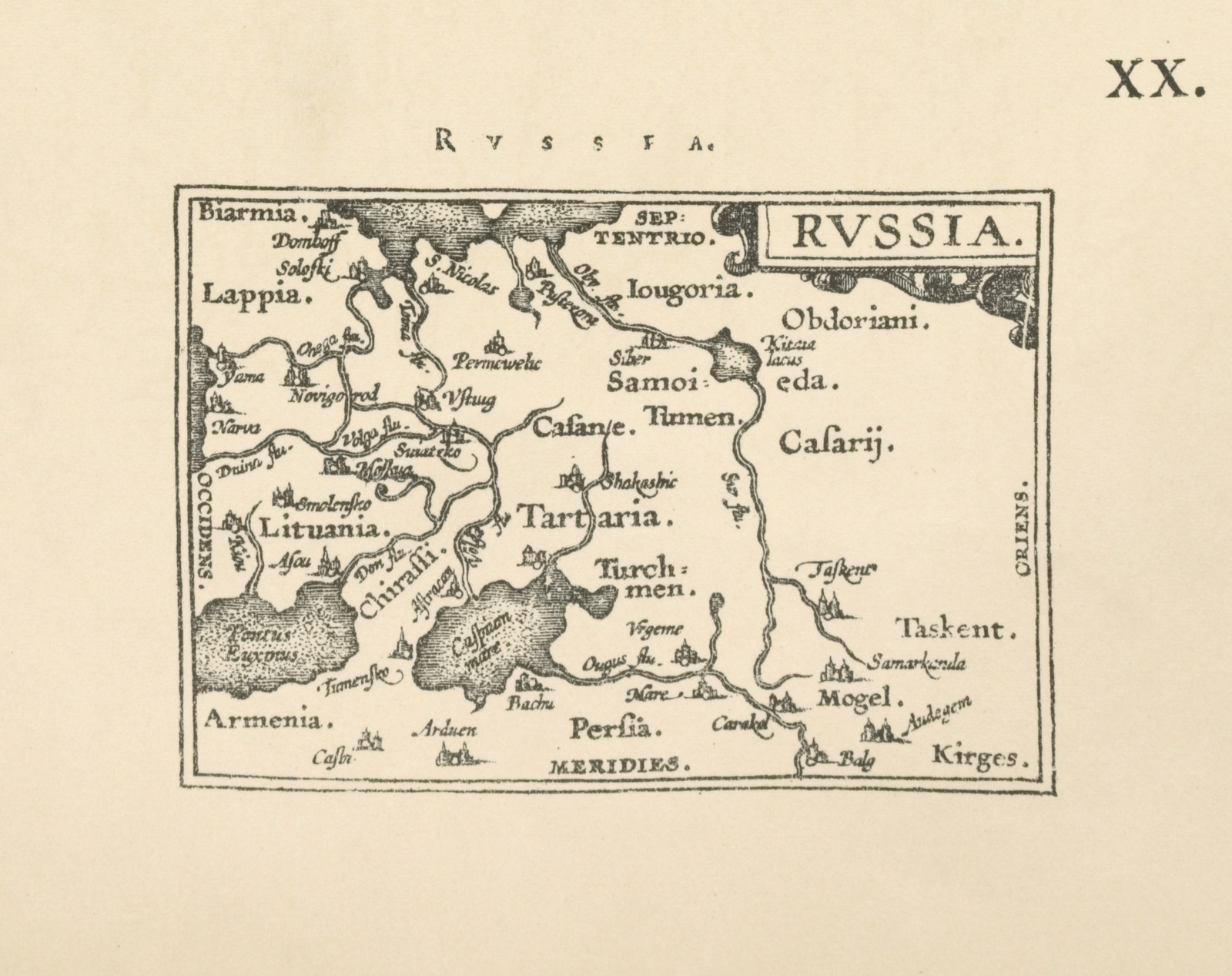
Московія в публікації 1601
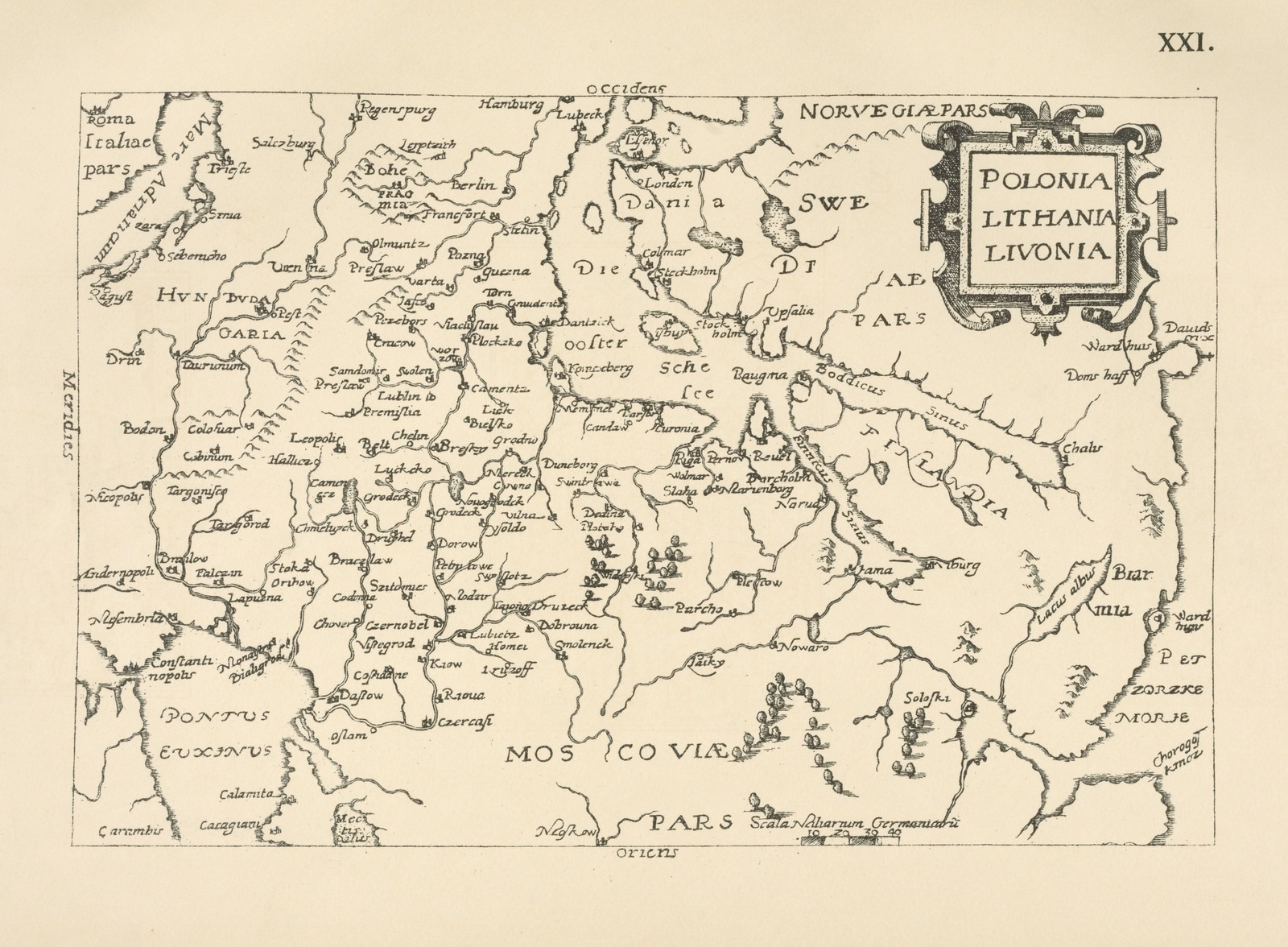
Річ Посполита в публікації 1601
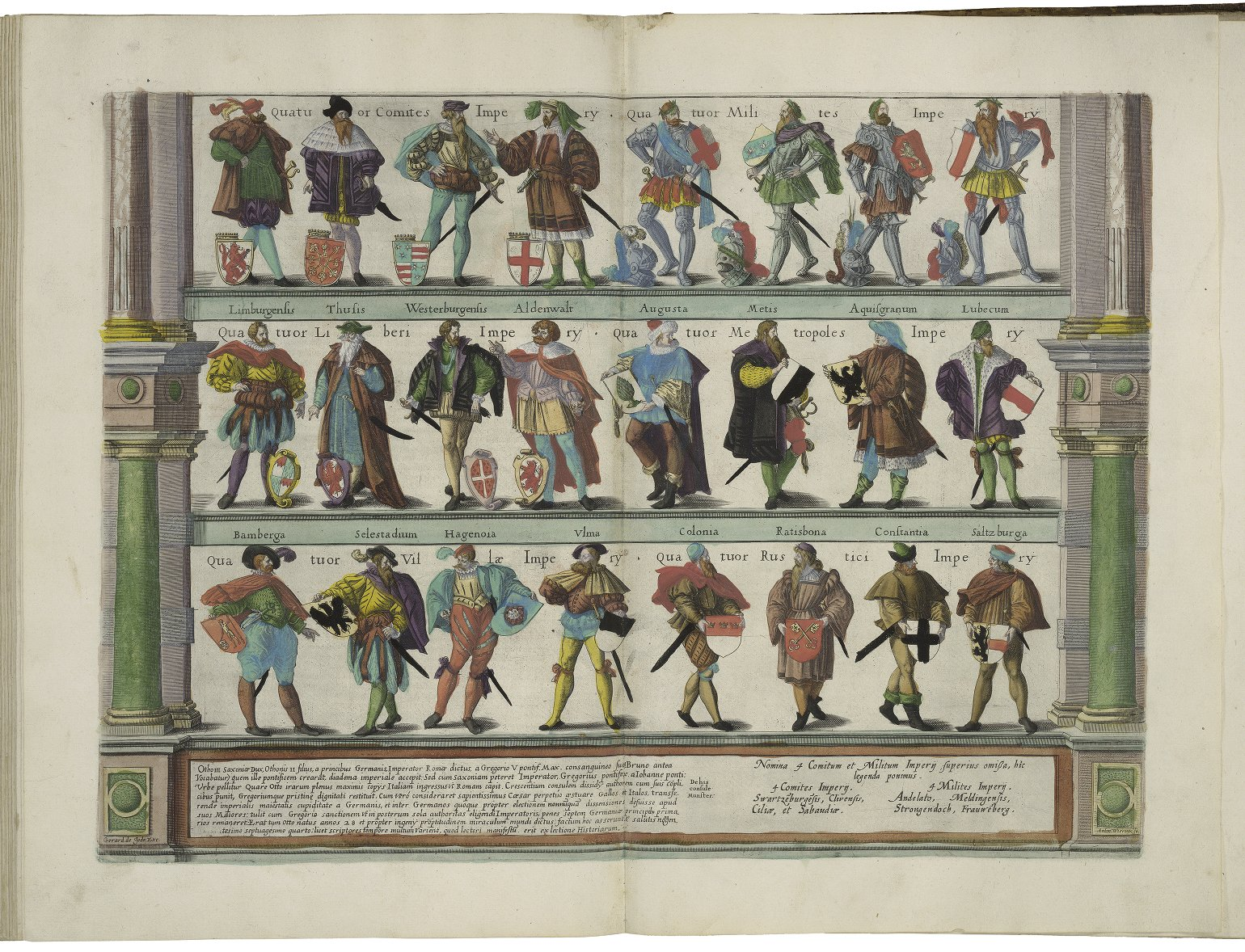
Герої Священної Римської імперії  в публікації 1608
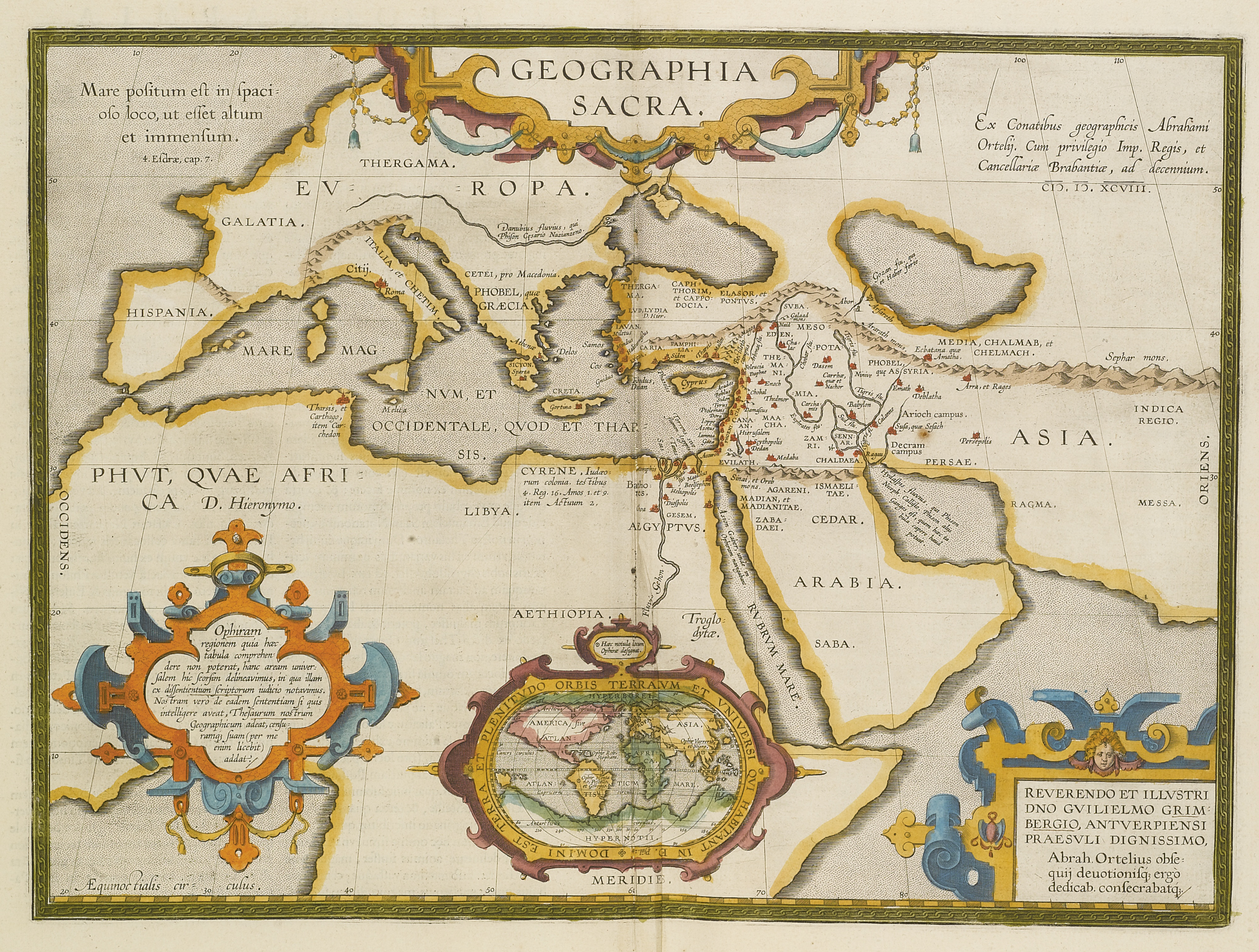
Європа, Азія, Північна Африка та Аравія в публікації 1624